# Boveridge
Boveridge – wieś w Anglii, w hrabstwie Dorset. Leży 45 km na północny wschód od miasta Dorchester i 141 km na południowy zachód od Londynu.